# Galit Hasan-Rokem

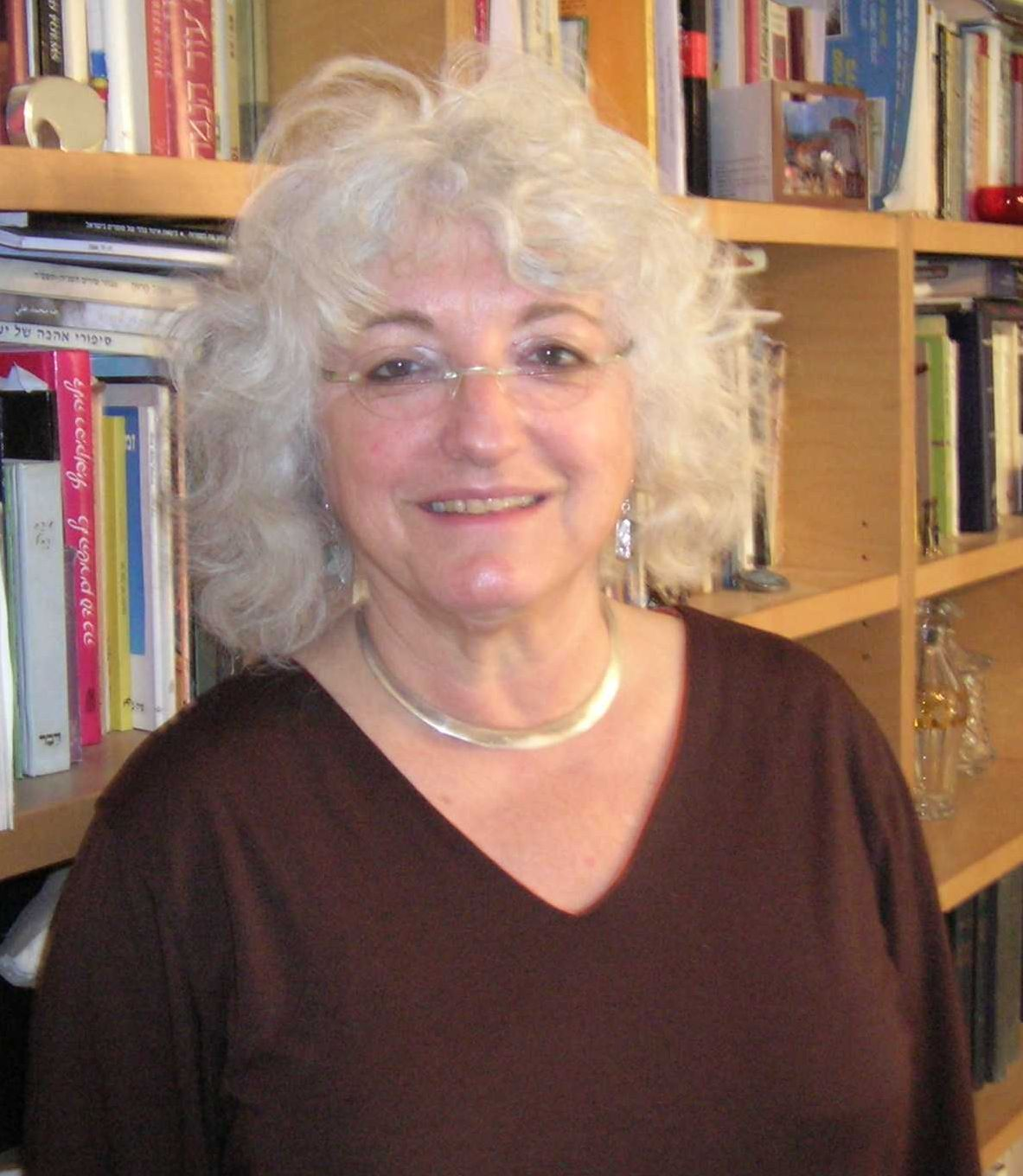
Galit Hasan-Rokem (2008)

Galit Hasan-Rokem (geboren 29. August 1945 in Helsinki) ist eine finnisch-israelische Folkloristin.

## Leben
Galit Hasan-Rokem besuchte die jüdische Schule in Helsinki und wanderte 1957 mit ihren Eltern nach Israel aus. Sie leistete ihren Wehrdienst in der Israelischen Armee und begann ein Studium an der Hebräischen Universität Jerusalem. Als Austauschstudentin studierte sie Folkloristik in Helsinki bei Matti Kuusi und Lauri Honko. Sie wurde 1978 bei Dov Noy in Jerusalem promoviert. 1984 erhielt sie eine Professur für Folkloristik an der Hebräischen Universität Jerusalem.
Sie arbeitet zur Sprichwortforschung und generell zur Folkloristik des Nahen Ostens. Sie gehört seit 1984 zu den Herausgebern des Jahrbuchs Proverbium.  Beiträge von ihr erschienen in der in Göttingen herausgegebenen Enzyklopädie des Märchens. Sie ist Mitherausgeberin des Wiley-Blackwell Companion to Folklore (2012). Von 1998 bis 2005 war sie Präsidentin der Internationalen Gesellschaft für Volkserzählungsforschung. 
Hasan-Rokem veröffentlichte drei eigene Gedichtbände und übersetzte Gedichte von Edith Södergran aus dem Schwedischen ins Hebräische. 2013 übersetzte sie die Lyrik des schwedischen Nobelpreisträgers Tomas Tranströmer. 
Hasan-Rokem ist mit dem Theaterwissenschaftler Freddie Rokem verheiratet, sie haben drei Kinder. Sie engagieren sich für die politischen Interessen der Palästinenser.

## Schriften (Auswahl)
hier fehlen Schriften in Hebräisch
- mit Regina F. Bendix (Hrsg.): A companion to folklore. Malden : Wiley-Blackwell, 2012 ISBN 978-1-4051-9499-0
- Material mobility versus concentric cosmology in the Sukkah : the house of the wandering jew or a ubiquitous temple? Things : religion and the question of materiality. 2012
- Ahasver. In: Dan Diner (Hrsg.): Enzyklopädie jüdischer Geschichte und Kultur (EJGK). Band 1: A–Cl. Metzler, Stuttgart/Weimar 2011, ISBN 978-3-476-02501-2, S. 9–13.
- mit Margalit Shilo, Ruth Kark: Jewish Women in Pre-State Israel: Life History, Politics, and Culture. Brandeis University Press, 2008
- Martyr vs. martyr : the sacred language of violence. 2003
- Tales of the neighborhood : Jewish narrative dialogues in late antiquity. Berkeley : University of California Press. 2003. ISBN 0520928946
- Web of life : folklore and midrash in rabbinic literature Riḳmat ḥayim. Stanford, Calif., 2000 (en)
- mit Shirley Kaufman, Tamar Hess: The defiant muse : Hebrew feminist poems from antiquity to the present. A bilingual anthology. 1999
- "Spinning threads of sand" : riddles as images of loss in the Midrash on lamentations Untying the knot : on riddles and other enigmatic modes. 1996
- mit David Dean Shulman: Untying the knot : on riddles and other enigmatic modes. New York, 1996
- mit Alan Dundes (Hrsg.): Wandering Jew. Essays in the Interpretation of a Christian Legend. Bloomington : Indiana University Press, 1986, ISBN 0-253-36340-3
- Proverbs in Israeli Folk Narratives: A structural semantic analysis. Suomalainen Tiedeakatemia, 1982